# Mount Blood
Mount Blood ist ein Berg in der antarktischen Ross Dependency. Im Königin-Maud-Gebirge ragt er an der Mündung des Somero-Gletschers in den Liv-Gletscher sowie 4 km nordöstlich des Mount Johnstone auf.
Das Advisory Committee on Antarctic Names benannte den Berg 1966 nach Richard H. Blood, Ionosphärenphysiker des United States Antarctic Research Program auf der Amundsen-Scott-Südpolstation im antarktischen Winter 1965.